# William Gislander

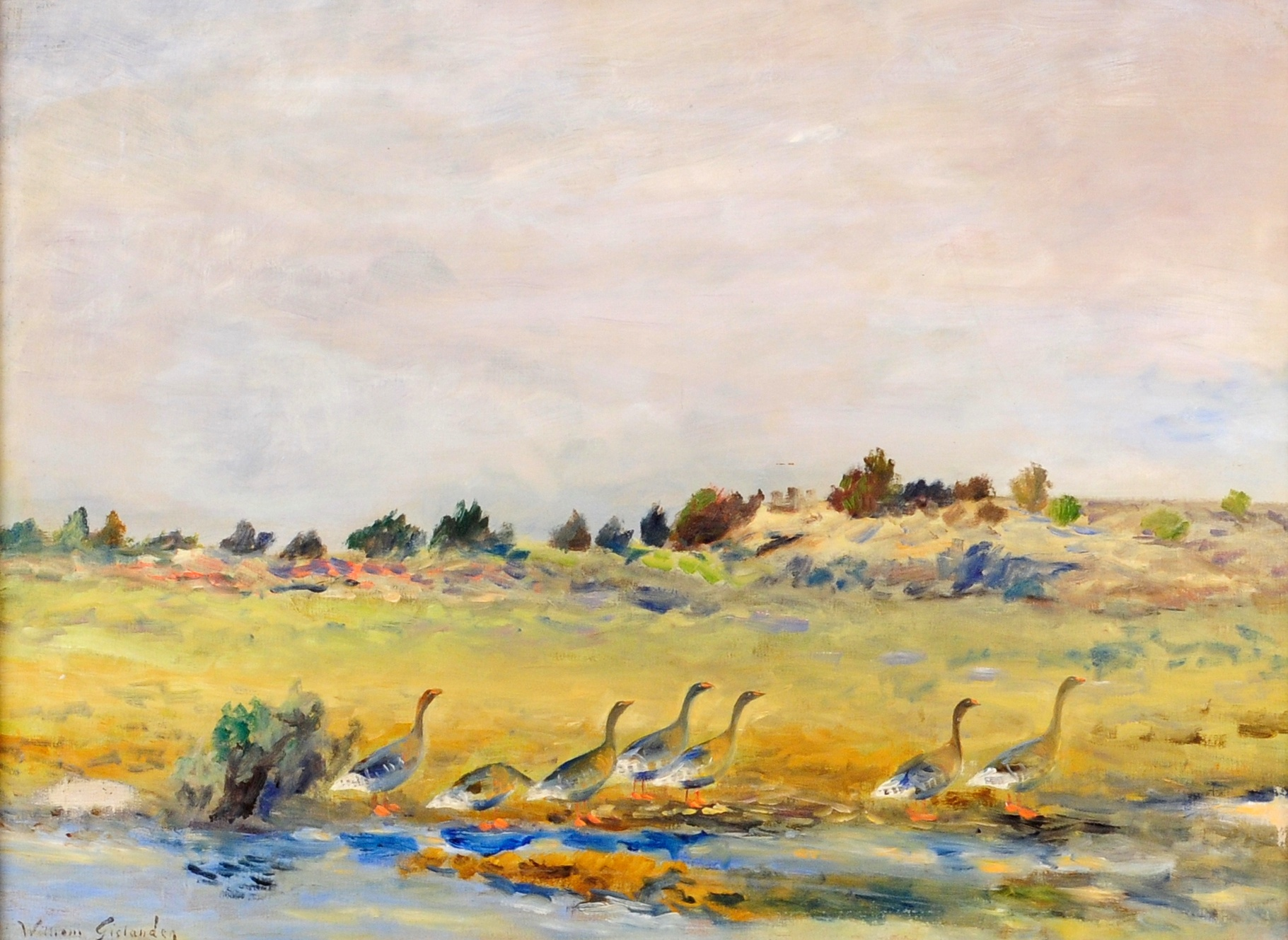
Änder i landskap, av William Gislander.

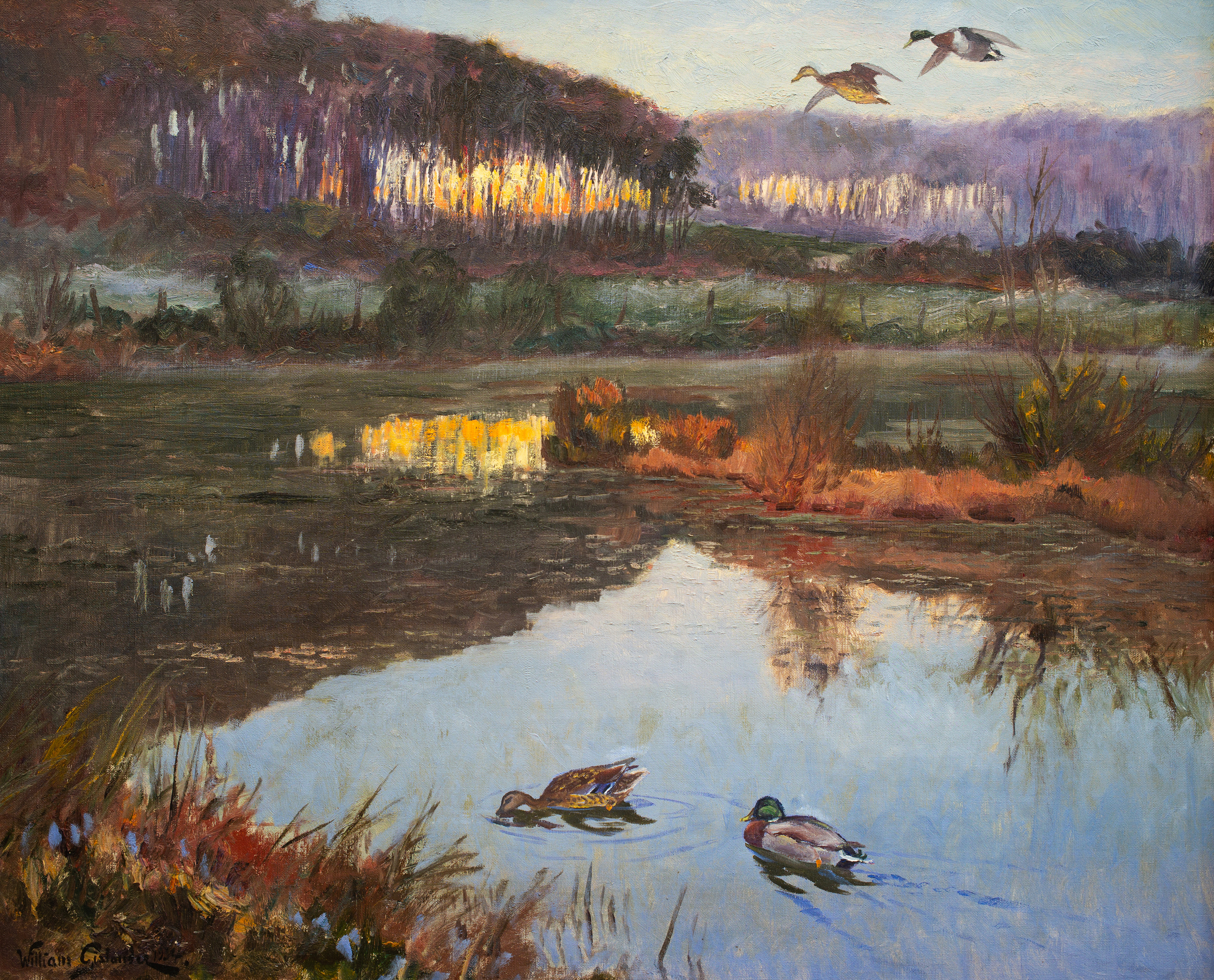
Landscape With Ducks, 1934.

Sture William Bonde Gislander, född 7 augusti 1890 i Fleninge i Skåne, död 10 januari 1937 i Vetlanda under ett tillfälligt besök i Småland (folkbokförd i Svenska Gustafskyrkans församling, Köpenhamn),var en svensk bildkonstnär. 
Gislander var son till lantbrukaren Jeppa Jönsson Gislander i Fleninge och Elna, född Johansson. Han studerade först för konstnären Nils Forsberg i Helsingborg och sedan vid Teknisk Skole i Köpenhamn. Han var framför allt verksam som djur- och naturmålare och målade stämningsfulla landskap med fåglar, bland annat från Skanör och Falsterbo, där han var bosatt och verksam 1918–1924. I en lång rad målningar skildrade han gäss, änder, svanar, alkor, vipor, ejdarar och andra sjöfåglar från Falsterbo udd och Flommens fågelrika våtmark. Följande år, 1925, var han bosatt i småländska Flishult, där han målade djur- och fågellivet vid den natursköna sjön Flögen, och ett par år i Torekov varefter han från 1928 fram till sin död levde och verkade i Köpenhamn. Förutom motiv från Skåne, Småland och Danmark, gjorde han 1924 en resa till Färöarna för att måla de stora fågelkolonierna där. I danska riksdagens hall på Christiansborgs slott i Köpenhamn finns tre stora målningar av Gislander med motiv från Färöarna. Han utförde även stora dekorationsarbeten på flera gods i Skåne och Danmark. I Malmö museum finns målningen Sträckande svanar, och i Kristianstads museum målningen Vildgäss vid Falsterbo udde. Han är också representerad i Landskrona museum och Lunds universitets konstmuseum.
Gislander var gift två gånger, första gången 1918–1929 med Eva Berglund (1896–1963), och andra gången i Köpenhamn med Meta Gleesen (1889–1933). Han är begravd på S:t Pauli mellersta kyrkogård i Malmö.